# The Gymnastics Samurai
The Gymnastics Samurai (jap. 体操ザムライ, Taiso Samurai) ist eine Anime-Fernsehserie aus dem Jahr 2020. Sie entstand beim Studio MAPPA nach einer Idee von Shigeru Murakoshi und wurde parallel zur Ausstrahlung in Japan auch international per Streaming veröffentlicht. Die Sport-Serie spielt im Jahr 2002 und erzählt die Geschichte eines Turners, der die besten Jahre bereits hinter sich hat, seine Karriere aber noch nicht aufgeben will.

## Inhalt
Nachdem er in seiner Jugend bei internationalen Wettkämpfen erfolgreich war, ist der japanische Turner Jōtarō Aragaki (荒垣城太郎) schon länger nicht mehr in Bestform. Vor allem seit er sich eine Schulterverletzung zugezogen hat, kann er seine früheren Leistungen nicht mehr erreichen. Doch das gilt nicht nur für ihn, auch sonst ist Japan in diesem Sport wenig erfolgreich. Als er bei den Olympischen Spielen den zweiten Platz machte, wurde er wegen seiner Frisur als „Turn-Samurai“ bekannt. Er heiratete eine berühmte Schauspielerin, doch nachdem die gemeinsame Tochter Rei geboren wurde, starb sie bald darauf. Nun mit 29 Jahren lebt Jōtarō mit seiner Tochter bei seiner Mutter Mari. Die betreibt eine Bar in Ikebukuro und ist den Misserfolg ihres Sohnes zunehmend leid. Rei ist noch immer von ihrem Vater begeistert, auch wenn auch sie insgeheim längst erkannt hat, dass seine besten Jahre vorbei sind. Dennoch verheimlicht ihr Vater ihr, als sein Trainer Noriyuki Amakusa (天草紀之) ihn erneut auffordert, seine Karriere endlich aufzugeben.
Bei einem gemeinsamen Ausflug von Rei und ihren Vater treffen sie im Edo Wonderland einen ungewöhnlichen Ninja, der ihnen heimlich nach Hause folgt. Er wird von Agenten verfolgt und sucht bei ihnen Unterschlupf. Trotz Jōtarōs Widerspruch wird ihm dies von Mari gewährt, in deren Bar der sich meist als Ninja gebende Leonardo nun arbeitet. Er ist außerdem begeistert von Jōtarōs Turnen und sein plötzliches Auftauchen lässt Jōtarō erneut sein Karriereende verschieben, zum Ärger seines Trainers. Der wirft ihn heraus, sodass Jōtarō erstmals selbstständig trainieren muss, um seine Leistungen endlich zu verbessern. Leo hilft ihm dabei und vermittelt einen Arzt, der hilft, Jōtarōs Schulter zu heilen. Denn die war vor allem durch übermäßiges und falsches Training krank geworden, weil der Sportler nie auf den Rat seines Trainers Amakusa hörte. Als er diese Lektion endlich gelernt hat, wird er in seinem Verein wieder aufgenommen. Dort fordert ihn sogleich Tetsuo Minamino (南野鉄男) zu einem Wettkampf heraus. Der 17-jährige gilt als aufstrebender Stern der japanischen Turnerwelt und sieht in Jōtarō eine Schande des Sports. Der junge Sportler kann ihn sogar besiegen, aber nicht Jōtarōs Kampfgeist brechen – er motiviert ihn gar dazu, sich neue Ziele zu stecken. Währenddessen bemerkt Leo, dass Rei von ihren Mitschülern wegen ihres berühmten Vaters gemobbt wird. Da er das aufgeweckte Mädchen schnell lieb gewonnen hat – wie sie auch den stets fröhlichen, optimistischen Jugendlichen – will er ihr helfen. Doch ist er dabei aufdringlich und unsensibel, riskiert fast ihre Freundschaft, kann am Ende aber doch das Mobbing durch die anderen Schüler beenden.
Gemeinsam mit weiteren japanischen Sportlern wie Tetsuo wird Jōtarō zu einem japanisch-chinesischen Training eingeladen. Doch findet das an Reis Geburtstag statt, der bisher immer gemeinsam gefeiert wurde. Er zögert erst, teilzunehmen und ihr das beizubringen. Rei will ihren Vater unterstützen und will stark sein wie sie ihre Mutter in Erinnerung hat. Doch dann verschwindet auch noch Leo und sie fühlt sich immer einsamer. Schließlich gelingt es ihr, der Familie und ihren Freunden, dass Rei sich über ihre Gefühle ausspricht. Nachdem dann die japanischen Turner das gemeinsame Training absolviert haben, dabei viel gelernt und neue Rivalen kennengelernt haben, taucht Leo wieder auf. Während Jōtarō sich auf den nächsten Wettkampf vorbereitet, kommt heraus, dass Leo ein berühmter englischer Balletttänzer ist. Unter dem Druck der Erwartungen, die alle an ihn hatten, und der Missgunst der Konkurrenz verlor er die Freude am Tanz und lief schließlich davon. Der japanische Turn-Samurai war schon lange sein Idol und Japan daher sein Ziel, wo er ihn treffen wollte. Nun wurde er von den Agenten gedrängt, wieder zurückzukehren. Nur eine kurze Zeit mit Rei und Jōtarō wurde ihm noch zugestanden. Dann spricht auch Jōtarō mit dem verunsicherten Leo und spricht ihm Mut zu, um seine alte Begeisterung für den Tanz wiederzuentdecken. Während dann bei der ersten Runde des Turniers alle Freunde Jōtarō beobachten, wie er überraschend Tetsuo überflügelt, bereitet sich Leo auf die Heimkehr vor. Doch ist er noch immer nicht entschlossen und kann auch Rei bei der Verabschiedung nicht überzeugen, dass er sie wirklich verlassen will. So holt sie ihn schließlich vom Flughafen zurück, sodass er sich den zweiten Teil des Turniers mit anschaut. Sie werden Zeuge, wie Jōtarō den knapp vor ihm liegenden Tetsuo in der letzten Disziplin noch überrunden und gewinnen kann. Die Leistung des Turners spornt ihn an, sodass Leo nun aus eigenem Antrieb seinen Weg weiter verfolgen will.

## Produktion und Veröffentlichung
Die Serie entstand beim Studio MAPPA unter der Regie von Hisatoshi Shimizu. Hauptautor ist Shigeru Murakoshi, der zusammen mit Akira Kindaichi und Erika Andō auch die Drehbücher schrieb. Das Charakterdesign stammt von Kasumi Fukagawa und die künstlerische Leitung lag bei Masatoshi Kai. Für die Kameraführung war Mitsuhiro Sato verantwortlich und als ausführender Produzent fungierte Masanori Miyake.
Angekündigt erstmals im August 2020, wurde der Anime vom 10. Oktober bis 20. Dezember 2020 von den japanischen Sendern TV Asahi sowie AbemaTV im NumAnimation-Programmblock ausgestrahlt. International wird er, parallel zu Japan veröffentlicht, per Streaming auf der Plattform Wakanim angeboten, unter anderem mit deutschen, französischen, russischen und portugiesischen Untertiteln. Mit englischen Untertiteln zeigt Wakanim die Serie in Nordeuropa, FUNimation Entertainment in Nordamerika und AnimeLab in Australien und Neuseeland.

### Synchronisation
| Rolle           | japanischer Sprecher (Seiyū) |
| --------------- | ---------------------------- |
| Shōtarō Aragaki | Daisuke Namikawa             |
| Mari Aragaki    | Atsuko Tanaka                |
| Rei Aragaki     | Rina Honnizumi               |
| Leonardo        | Kensho Ono                   |
| Tetsuo Minamino | Masashi Igarashi             |
| Izumi Tachibana | Yūki Kaji                    |

### Musik
Die Musik der Serie wurde komponiert von Masaru Yokoyama. Für den Vorspann wurde das Lied Shanghai Honey (上海ハニー) verwendet, gesungen von den Synchronsprechern Daisuke Namikawa, Kensho Ono und Yūki Kaji. Der Abspann ist unterlegt mit dem Titel Yume? (Yume Ja Nai) (｢夢?｣ (ゆめじゃない)) von Hatena.